# Kyushu J7W
Kyushu J7W «Shinden» (яп. 震電, «Сінден» («Яскрава блискавка»)) — проєкт винищувача Імперського флоту Японії періоду Другої світової війни.

## Історія створення
На початку 1943 року капітан технічного штабу Імперського флоту Японії Масаокі Цуруно запропонував розробити винищувач за аеродинамічною схемою «качка», при цьому із самого початку планувалась заміна поршневого двигуна зі штовхальним гвинтом на реактивний. Для оцінки аеродинамічних характеристик проєкту 1-му морському авіаційно-технічному арсеналу флоту у місті Йокосука було доручено спроєктувати дослідний планер, який отримав позначення MXY6. Було виготовлено 3 суцільнодерев'яні планери, на один в якості експерименту було поставлено малий двигун Semi 11. Випробування показали можливість використання такої схеми, і фірмі Kyushu було видане технічне завдання 18-Сі на розробку винищувача-перехоплювача. Фірма Kyushu мала доступні виробничі потужності, але не мала належного досвіду у розробці швидкісних літаків, тому флот направив на фірму працівників 1-го арсеналу на чолі з капітаном Цуруно.
Робота над літаком, який отримав позначення J7W1 «Сінден» («Яскрава блискавка»), розпочалась у червні 1944 року, а перший прототип був готовий через 10 місяців. Літак був оснащений 18-циліндровим двигуном повітряного охолодження Mitsubishi Ha-43 потужністю 2 130 к.с., розміщеним позаду кабіни пілота, який обертав 6-лопасний штовхальний гвинт. Для охолодження по сбоках фюзеляжу знаходились великі повітрязабірники. Літак мав тристійкове шасі з носовим колесом, крім того, в крилі були розміщені додаткові опори з колесами, що складались. Горизонтальні керуючі поверхні розмішувались спереді, а кабіна пілота приблизно по центру. Озброєння літака складалось з чотирьох 30-мм гармат «Тип 5».
Через велику потребу у винищувачах флот замовив виготовлення літака ще до випробувань прототипу, і одразу на двох фірмах - Kyushu та Nakajima. Планувалось щомісяця виготовляти 150 літаків. Але через постійні бомбардування Японії авіацією союзників ці плани реалізувати не вдалось. Був виготовлений один прототип, який через проблими з двигуном під час наземних випробувань здійснив перший політ лише 3 серпня 1945 року. Випробування пройшли загалом успішно, але були проблеми з вібрацією літака і охолодженням літака. Також потужний двигун створював великий момент сили який не компенсувався.
Перед самим закінченням війни був виготовлений другий прототип літака, але облітати його не встигли. Після капітуляції він був розібраний і відправлений до США. Варіант J7W2 з реактивним двигуном Ne-130 також залишився нереалізованим.

## Тактико-технічні характеристики

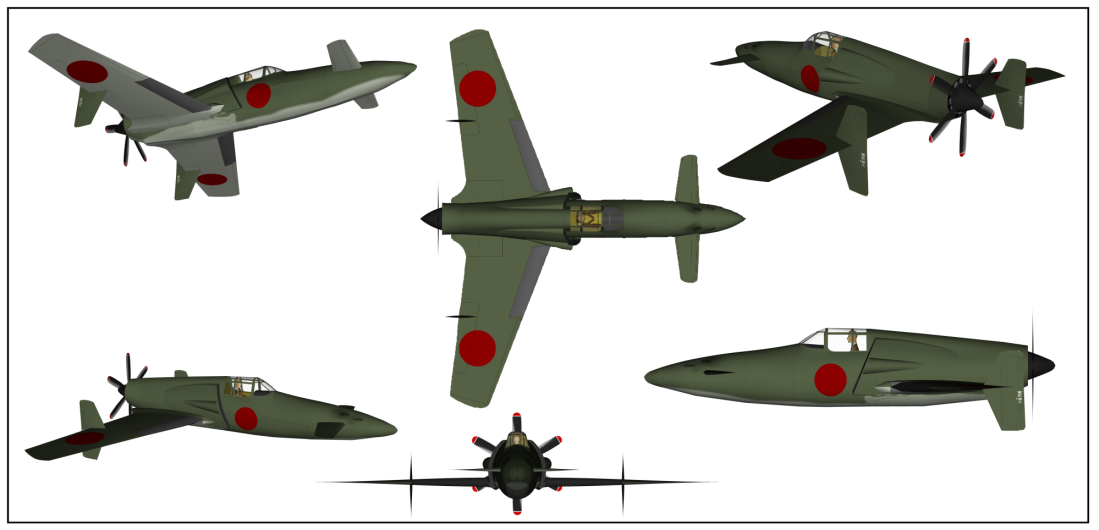

### Технічні характеристики
- Екіпаж: 1 чоловік
- Довжина: 9,66 м
- Висота: 3,92 м
- Розмах крил: 11,11 м
- Площа крил: 20,50 м²
- Маса пустого: 3 645 кг
- Маса спорядженого: 4 928 кг
- Максимальна маса зльоту: 5 288 кг
- Навантаження на крило: 240.4 кг/м²
- Двигуни:  1 х Mitsubishi Ha-43
- Потужність: 2 130 к.с.
- Питома потужність: 2.3 кг/к.с

### Льотні характеристики
- Крейсерська швидкість: 444 км/г
- Максимальна швидкість: 750 км/г на 8 700 м.
- Дальність польоту: 850 км
- Практична стеля: 12 000 м
- Швидкість підйому: на 8 000 м за 10 хв. 40 с.

### Озброєння
- Гарматне: 4 x 30-мм гармати «Тип 5»
- Бомбове:  4 x 30/60 кг

## У масовій культурі
В комп'ютерній грі Bravo Air Race для PlayStation серед доступних типів літаків є J7W..